# Florentin (biscuit)
Pour les articles homonymes, voir Florentin.
Le florentin est un biscuit sec, traditionnellement réalisé à base de miel, d'amandes, d'oranges et de chocolat. Il est consommé pour le thé et il est maintenant répandu dans de nombreux pays.

## Origine
Cette pâtisserie ronde n'a pas été conçue à Florence, malgré son nom, et est du reste inconnue en Italie ; en revanche on connaît des recettes de cette pâtisserie en France dès le XVIIe siècle, et dans le sud de l'Allemagne, où il est traditionnellement consommé à Noël.
De nombreuses recettes sont mises au point par différents pâtissiers au cours des âges, dont les variantes sont composées de fruits à coque, de fruits confits (notamment à partir d'orangeat et de citronat), de miel et de chocolat.